# Borduursteek
Een borduursteek of naaisteek is een naam voor een bepaalde vorm van werken met draad en naald, die gebruikt wordt bij het borduren, maar ook bij andere werkzaamheden met naald en draad.
Er bestaan zeer veel verschillende borduursteken en naaisteken. Sommige worden alleen voor borduren gebruikt, andere zowel voor borduren als voor het aan elkaar naaien van delen textiel.

## Countoursteken of lijnvormige steken
- rijgsteek, levert een doorgaande lijn met ruimte tussen de steken.[1]
- stiksteek, levert een doorgaande lijn zonder ruimte tussen de steken.[1]
- steelsteek
- Holbeinsteek

## Steken voor bredere randen
- kettingsteek
- festonsteek, geschikt om de rand van een borduurwerk af te werken.[1]
- flanelsteek
- vliegsteek
- varensteek
- taksteek

## Vlakvullende steken

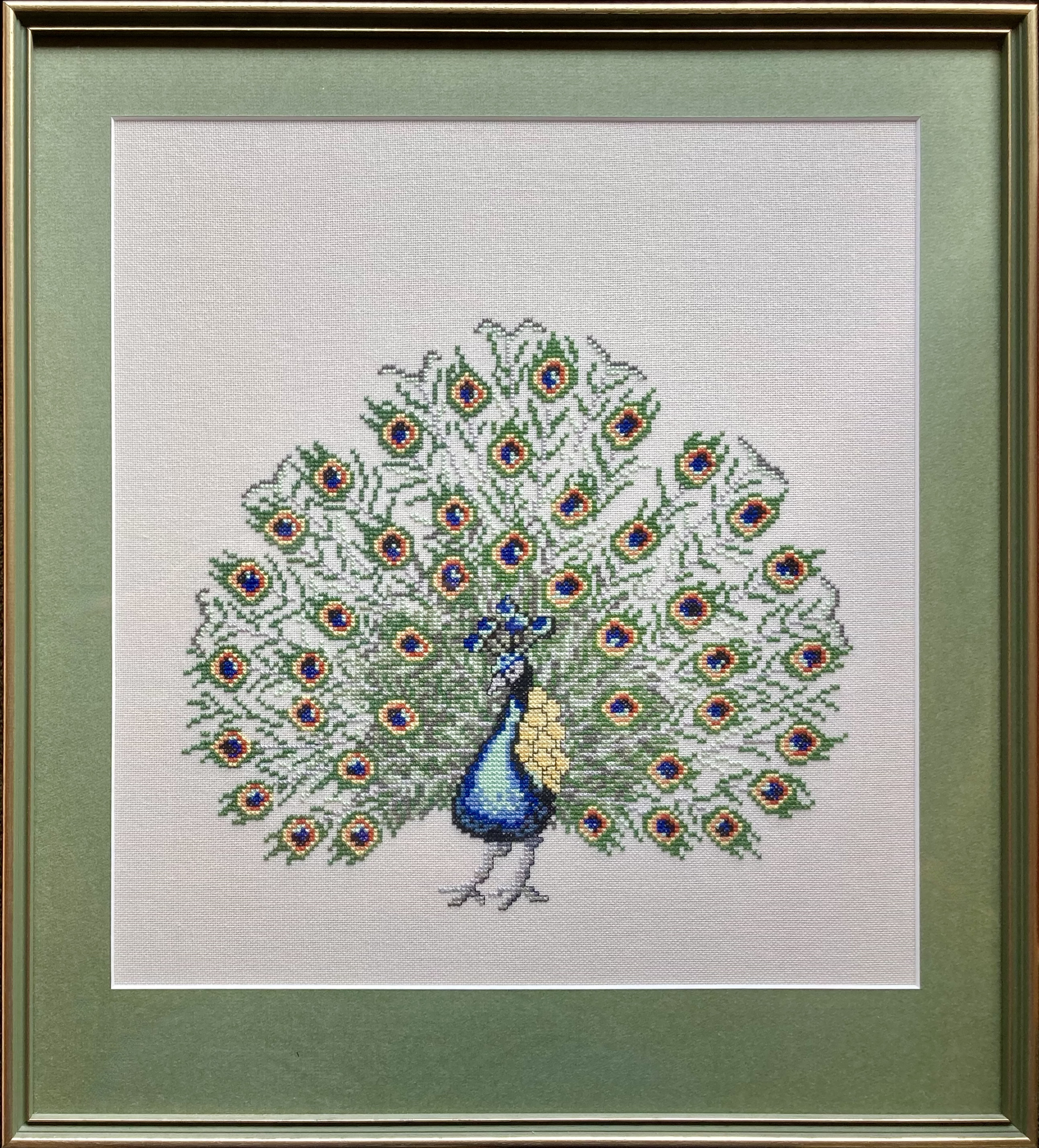
Borduurwerk van een pauw met een opgezette staart, gemaakt door Marijke van Leeuwen-Blanken in 1984, geheel in kruissteek.

- kruissteek, kan ook gebruikt worden om een rand aan te geven, of als los ornament.[1]
- halve kruissteek
- petit point
- dubbele kruissteek
- flanelsteek
- platsteek ook wel satijnsteek genoemd, met als variant de Bayeuxsteek, evenwijge steken om een vlak op te vullen.[1]
- ingrijpsteek
- roostersteek
- Florentijns borduurwerk of bargello
- zandsteek, daarmee kan een gespikkeld oppervlak gemaakt worden, om bijvoorbeeld een schaduw aan te geven.[1]

## Steken voor losse ornamenten
- sterresteek
- losse kettingsteek, geschikt om bijvoorbeeld (bloem)bladeren te borduren.[1]
- Frans knoopje, kan met heel veel andere steken gecombineerd worden[1] en geeft reliëf aan een borduurwerk.
- franjesteek
- pijlsteek, twee steken die samen een V vormen.[1]
- roosje, een oneven aantal steken wordt vanuit het middelpunt naar buiten gemaakt, het roosje wordt gevormd door een draad op en neer rond het middelpunt te naaien.[1]
- vliegsteek, een open vorm van een kettingsteek.[1]
- taksteek, combinatie van vliegsteken, waarmee takjes gesuggereerd worden.[1]

## Specifieke naaisteken
- zoomsteek
- knoopsgatensteek
- zigzagsteek